# 韦恩·罗伊克罗夫特
韦恩·罗伊克罗夫特（英語：Wayne Roycroft，1946年5月21日—），澳大利亚男子马术运动员。他曾代表澳大利亚参加1968年、1976年和1984年夏季奥林匹克运动会马术比赛，共获得二枚铜牌。

## 家庭
父亲比尔·罗伊克罗夫特。